# 加茂村 (香川県)
加茂村（かもむら）は、香川県綾歌郡にあった村。
村役場はその後、JA香川県加茂支店になっている。

## 歴史
- 1890年2月15日 - 町村制施行に伴い、阿野郡鴨村（かもむら）、氏部村（うじべむら）が合併し、加茂村が発足。
- 1899年4月1日 - 阿野郡が鵜足郡と合併し、綾歌郡となる。
- 1951年4月1日 - 坂出市に編入され消滅。